# Jerevans cirkus
Jerevans cirkus (armeniska: Երևանի կրկես, Yerevani krkes) är en cirkusbyggnad i Jerevan i Armenien. Cirkusen grundades på 1930-talet och flyttade in i en ny byggnad 2018.
Den första cirkusbyggnaden på samma plats var från 1930-talet och byggd i trä. En andra, fyra våningar hög cirkusbyggnad, som ritades av Nikoghayos Buniatian, uppfördes på dess plats 1939 och tog 800 åskådare. Den renoverades 1962 och fick då 700 åskådarplatser.
Den armeniske Moskvabaserade affärsmannen Samvel Karapetyan (född 1965) från Tashir-gruppen började en renovering i augusti 2011, men det beslöts senare att riva byggnaden och uppföra en ny. Byggnaden revs 2012. Den nya byggnaden är gjord för 2 350 åskådare och invigdes hösten 2018. Den är åtta våningar hög, varav två under jord.

## Bildgalleri

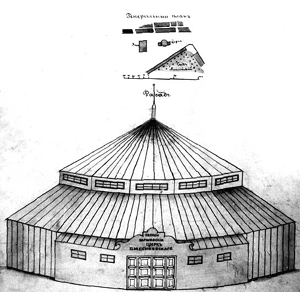
Den första cirkusbyggnaden
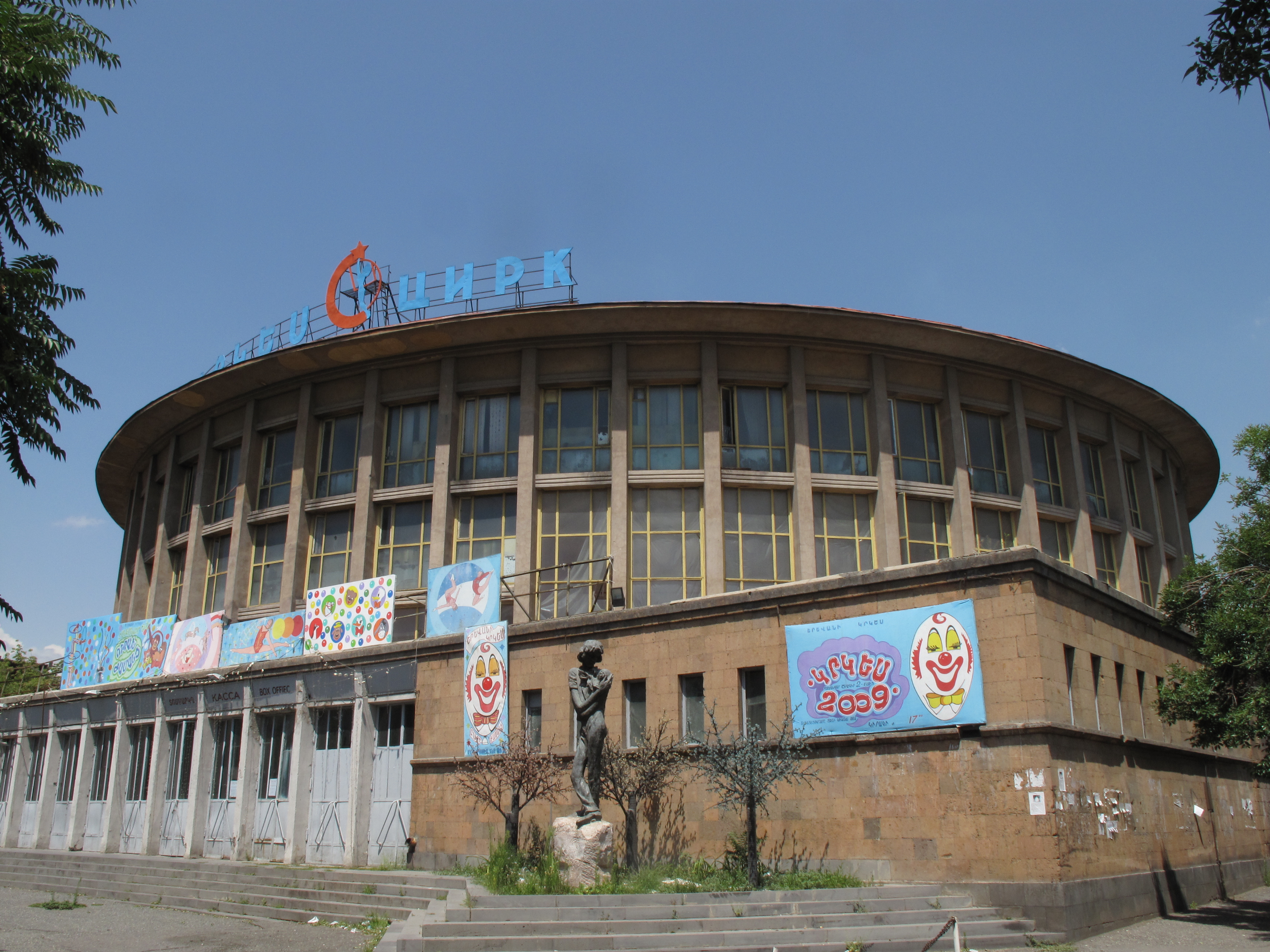
Den andra cirkusbyggnaden, 2009